# Tom Hicks
Thomas Ollis Hicks, Sr., född 1946 i Dallas, Texas, är en amerikansk miljardär och företagsledare. Han har en förmögenhet på 1 miljard USD och är rankad av den amerikanska ekonomiskriften Forbes som den 701:e rikaste människan i världen år 2009.
Han var med och grundade investmentbolaget Hicks, Muse, Tate & Furst och är ordförande i holdingbolaget Hicks Holdings, LLC som äger och driver företaget Hicks Sports Group, som sin tur äger Dallas Stars i NHL och har ägt respektive Texas Rangers i MLB. Han ägde Liverpool FC men tvingades sälja klubben 2010 efter att man hade 3 miljarder i skulder.

## Hicks i sportvärlden
Hicks gav sig in i sportvärlden första gången i december 1995 när han köpte Dallas Stars i NHL av Norman Green för 85 miljoner USD. Tre år senare lade han upp 250 miljoner USD för att köpa Texas Rangers i MLB av ett investmentbolag, där en av ägarna var den dåvarande amerikanska presidenten George W. Bush, som fick ut 15 miljoner USD vid försäljningen. Året efter köpte Hicks, Muse, Tate & Furst det brasilianska fotbollslaget Corinthians, och klubben vann Världsmästerskapet i fotboll för klubblag året efter. Men efter ekonomiska svårigheter och interna strider inom investmentbolaget angående Corinthians beslutade sig Hicks för att lämna projektet. Hicks, Muse, Tate & Furst sålde klubben vidare i ett senare skede. Den 6 februari 2007 köpte Hicks och George Gillett Jr. (som är ägare för Montreal Canadiens i NHL) Liverpool F.C. för 470 miljoner GBP.